# Vajrasattva

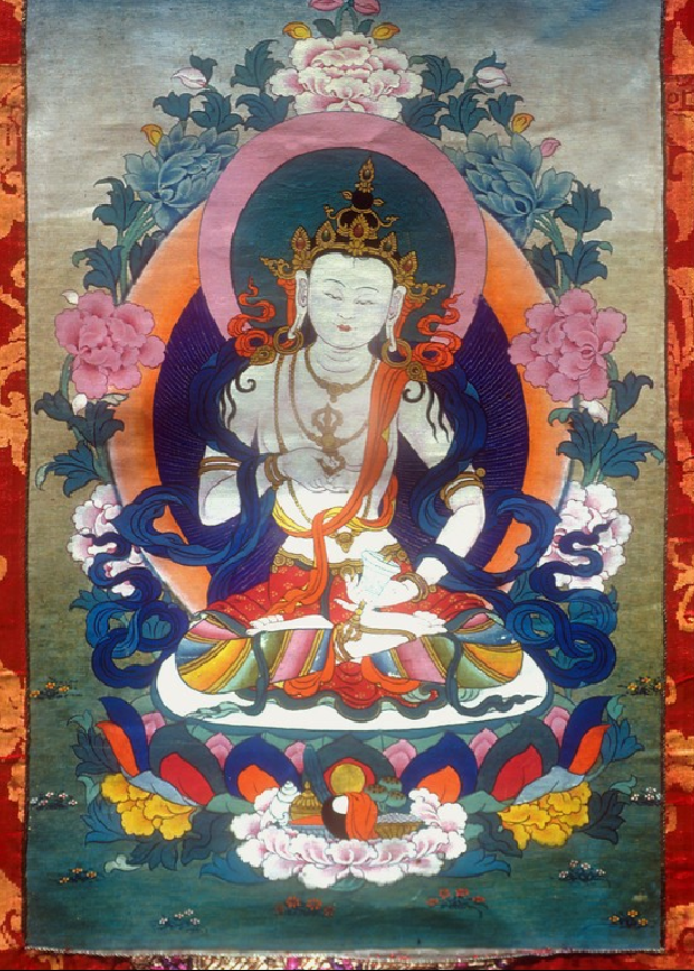
Tibetansk målning föreställande Vajrasattva

Vajrasattva är en buddha inom vajrayana som ingår i ett flertal konstellationer. I vissa framställs han som en emanation av Akshobhya. I Tibet är han känd bland annat för ett mantra som repeteras 100 000 gånger. Recitation av detta mantra är en vanlig utövningsform innan en utövare anses vara kvalificerad att ta del av de hemliga, tantriska lärorna.
I tantriskt utövande är han viktig för erkännandet och renandet av synder.